# Maguan (Ngajum)
Maguan is een bestuurslaag in het regentschap Malang van de provincie Oost-Java, Indonesië. Maguan telt 2506 inwoners (volkstelling 2010).